# NGC 6684
NGC 6684 est une galaxie lenticulaire barrée située dans la constellation du Paon. Sa vitesse par rapport au fond diffus cosmologique est de 860 ± 2 km/s, ce qui correspond à une distance de Hubble de 12,7 ± 0,9 Mpc (∼41,4 millions d'al). NGC 6684 a été découverte par l'astronome britannique John Herschel en 1836.
NGC 6684 a été utilisé par Gérard de Vaucouleurs comme une galaxie de type morphologique (R')SB(r)0+ dans son atlas des galaxies,.

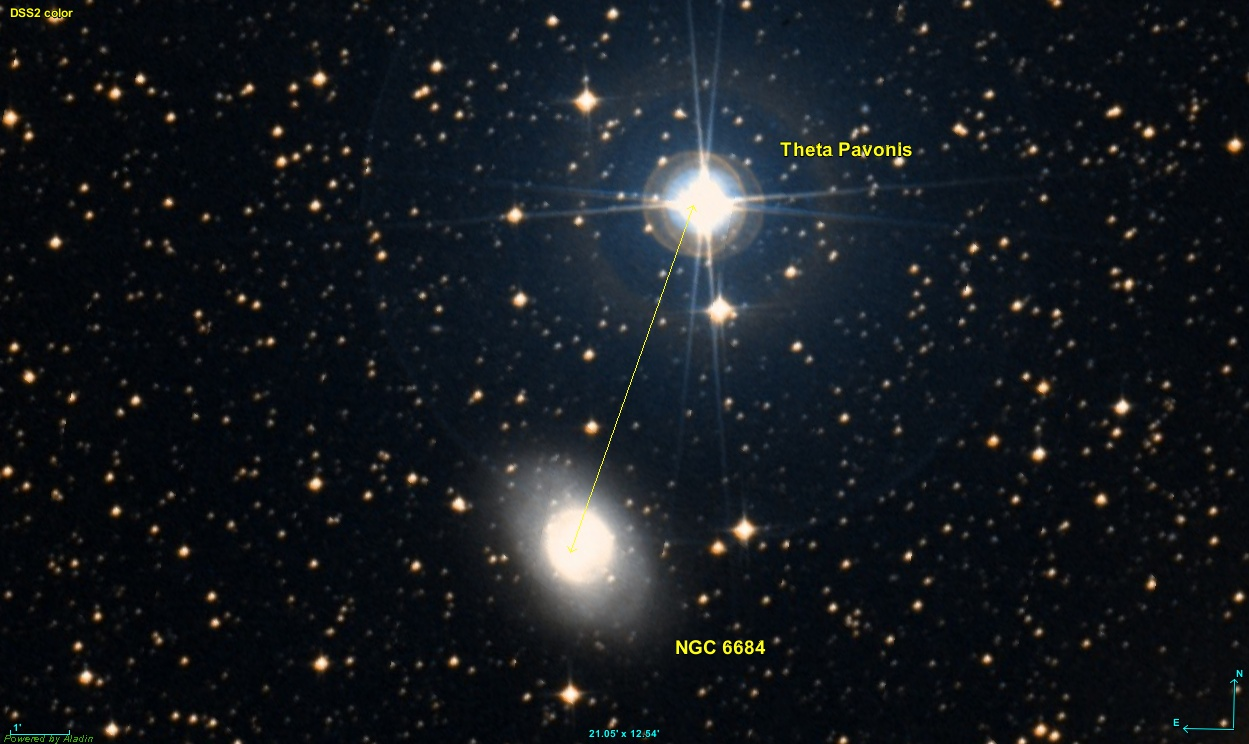
L'étoile à environ 6,2' au nord-ouest de NGC 6684 est Theta Pavonis.

À ce jour, 14 mesures non basées sur le décalage vers le rouge (redshift) donnent une distance égale à 11,241 ± 3,238 Mpc (∼36,7 millions d'al), ce qui est à l'intérieur des valeurs de la distance de Hubble.